# Лусільйо
Лусільйо (ісп. Lucillo) — муніципалітет в Іспанії, у складі автономної спільноти Кастилія-і-Леон, у провінції Леон. Населення — 406 осіб (2010).
Муніципалітет розташований на відстані близько 310 км на північний захід від Мадрида, 65 км на захід від Леона.
На території муніципалітету розташовані такі населені пункти: (дані про населення за 2010 рік)
- Бойсан: 47 осіб
- Буснадієго: 10 осіб
- Чана-де-Сомоса: 33 особи
- Фільєль: 103 особи
- Лусільйо: 134 особи
- Молінаферрера: 48 осіб
- П'єдрас-Альбас: 6 осіб
- Побладура-де-ла-Сьєрра: 25 осіб

## Демографія
Динаміка населення (INE ):